# Cochlefelis danielsi
Cochlefelis danielsi es una especie de pez de la familia Ariidae en el orden de los Siluriformes.

## Morfología
Los machos pueden llegar alcanzar los 45 cm de longitud total.

## Alimentación
Come casi exclusivamente gambas los géneros  Macrobrachium y Caridina 

## Hábitat
Es un pez demersal y de clima tropical.

## Distribución geográfica
Se encuentran en Nueva Guinea.